# シナノケンシ
シナノケンシ株式会社は、長野県上田市に本社を構えるメーカーである。コーポレートブランドはASPINA（アスピナ）。旧称は信濃絹絲紡績株式会社（しなのけんしぼうせき）。

## 歴史

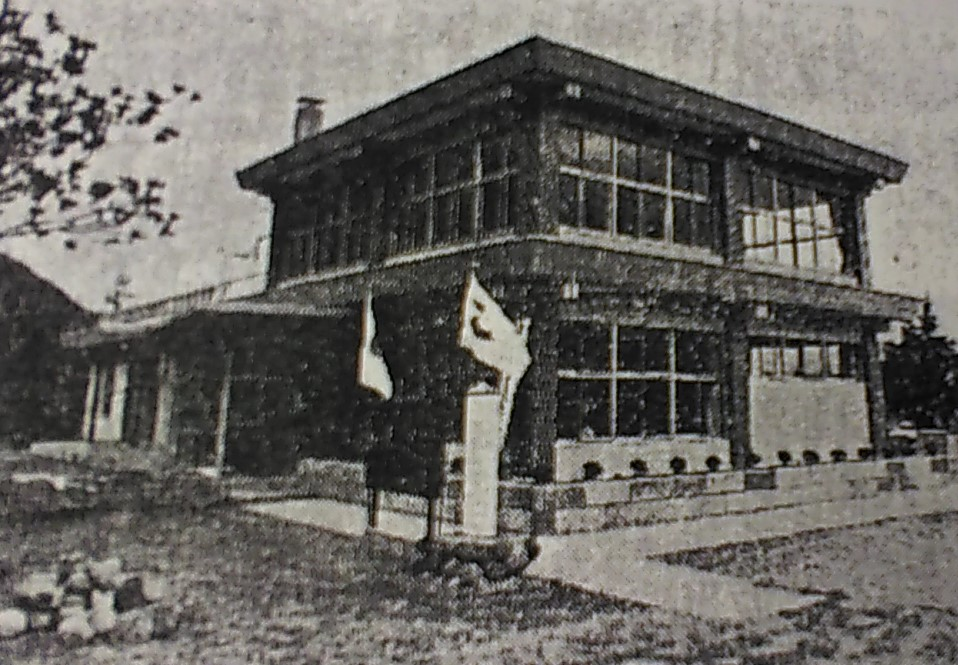
創業者の金子行徳の名が冠された丸子町立金子図書館

小県郡殿城村赤坂（後の小県郡丸子町、現・上田市）に生まれた金子行徳（1878年-1965年）は、長野県立上田中学校（現・長野県上田高等学校）や東京の正則英語学校で学び、長野県立野沢中学校（現・長野県野沢北高等学校）の英語教師、日本国陸軍の通訳、新聞社の海外特派員などとして働いた。1911年（明治44年）以後には友人とともに上伊那郡小野村（現・辰野町）で製糸業の協同経営を7年間行ったが、1918年（大正7年）には初代社長の工藤善助とともに丸子町（現・上田市）に信濃絹絲紡績株式会社を創業した。絹絲紡績とはくず繭やくず生糸などを原料として糸をつくることであり、紡績業から出発したのである。
大正時代には生糸の価格の大暴落が起こったが、その直前の高値の時代にすべて売り抜けたことで、大暴落時にもわずかな損害で済んだ。昭和初期の昭和金融恐慌の際には、銀行の倒産直前に預金をすべて引き出したことで損害を防いだ。1944年（昭和19年）には軍需工場への転換を命じられたが、各機械の部品を丁重に保管したことで、戦後にはいち早く事業を再開できた。
産業構造の変化などから1962年（昭和37年）には電子部（モータ部門）を開設し、オープンリール・テープレコーダ用ACモータを発売した。1965年（昭和40年）に創業者の金子行徳が死去すると、代表取締役社長に金子徳夫が就任した。故人の遺志として図書館建設費1300万円が丸子町に寄付されており、丸子町は1966年（昭和41年）に丸子町立金子図書館（現・上田市立丸子図書館）を開館させている。
1972年（昭和47年）には代表取締役社長に金子八郎が就任。1973年（昭和48年）に社名をシナノケンシ株式会社に変更した。1980年（昭和55年）には繊維、精密電機、電子機器の3事業部制となった。1986年（昭和61年）には初の海外生産拠点として香港に信濃香港有限公司を設立した。
1999年（平成11年）には代表取締役社長に金子元昭が就任した。2018年（平成30年）には創業100周年を迎えた。2019年（令和元年）6月には、新コーポレートブランドとして「ASPINA」を発表し、ブランド移行を行なった。
2024年（令和6年）5月には代表取締役社長に金子行宏が就任した。

## 事業内容

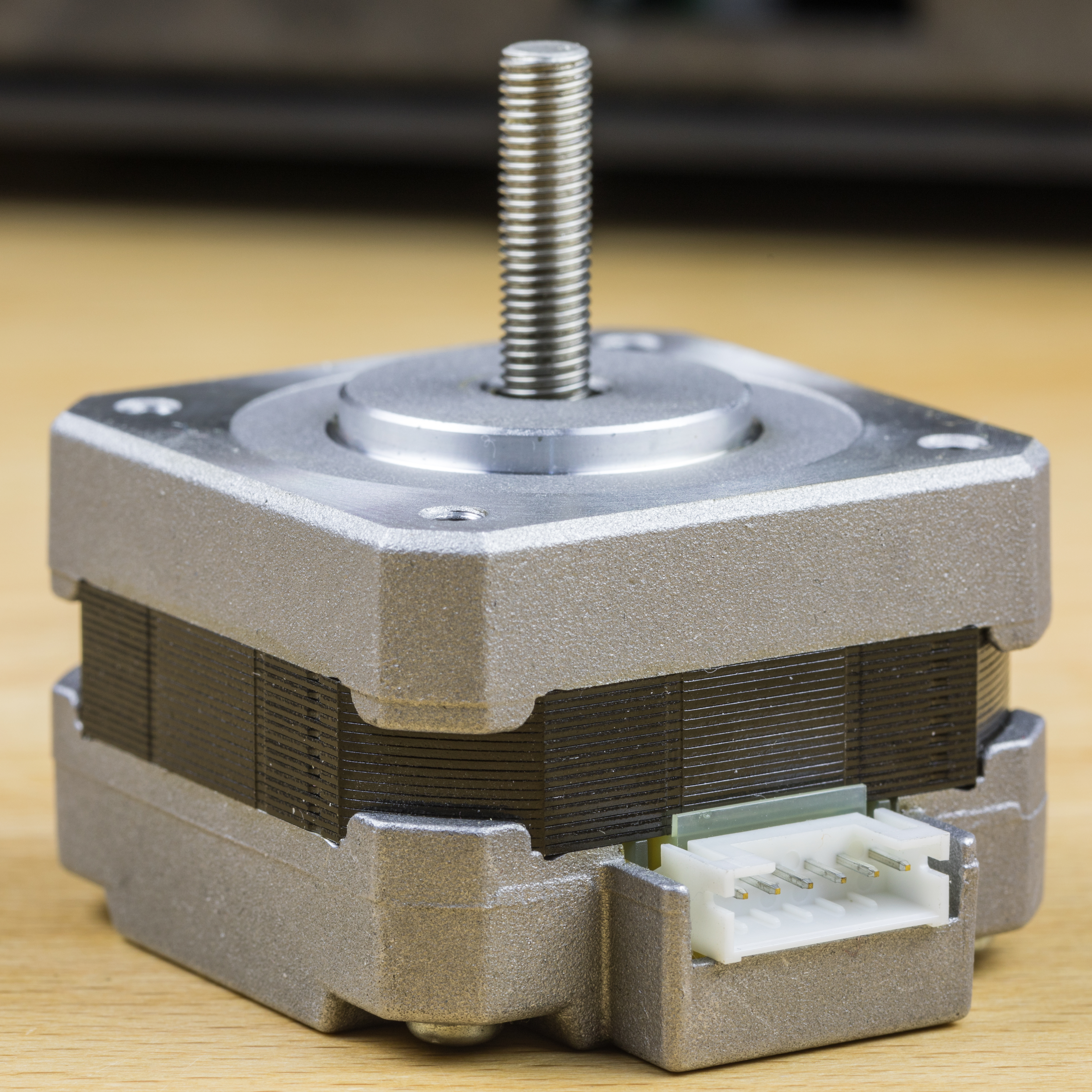
シナノケンシのステッピングモーター

1980年代までは、店舗用BGM再生装置(フィデリパックプレーヤー)などで高いシェアを誇っていた。現在では、電子機器・精密機器の開発製造が主要な事業であり、精密モータ・アクチュエータの主要な製造元として知られている。アメリカ・ヨーロッパ・中国・インド・メキシコに関連子会社がある。
- 精密モータ、アクチュエータ（主にインフラ、FA、車載、医療向け）
- 産業システム機器（AMR、映像/ハイスピードカメラ・サーモグラフィー（遠赤外線カメラ））
- 福祉・生活支援機器（録音図書機器、補聴器）

## 歴代社長
- 1918年-1936年 工藤善助
- 1936年-1965年 金子行徳
- 1965年-1972年 金子徳夫
- 1972年-1999年 金子八郎
- 1999年-2024年 金子元昭
- 2024年-現在 金子行宏